# Jorge Otero Menéndez
Jorge Otero Menéndez (Montevideo, 25 de octubre de 1944 - 8 de enero de 2004) periodista de Uruguay.

## Historia
Periodista de profesión, estudió Filosofía, Leyes y Relaciones Internacionales en la Universidad de la República, y formulación de la política exterior norteamericana en el Tufts University, Estados Unidos. 
En 1961 ingresa como cronista en el diario El Día de Montevideo, siendo designado para integrar la dirección en 1977, único periódico entonces de oposición al régimen militar de Uruguay. En 1979 funda el suplemento La Semana de El Día, siendo el primer semanario de oposición al proceso militar uruguayo. Organiza un ciclo de conferencias titulado Charlando con La Semana. 
Tiene la iniciativa y organiza un Consejo Editorial para el diario El Día con representantes de fuerzas políticas del Partido Colorado. Integran ese Consejo: Julio María Sanguinetti, Manuel Flores Mora, José Lorenzo Batlle Cherviere, Renán Rodríguez, Luis Faroppa, Rafael Noboa, Eduardo Jiménez de Aréchaga, Jorge Otero Menéndez. Concurre a las reuniones con la comisión política de las Fuerzas Armadas en representación del diario y coordina en EL DIA la campaña por la libertad de prensa y el levantamiento de las proscripciones políticas.
En su actividad periodística ha insistido desde sus inicios en la Dirección de El Día con la campaña por el retorno a la democracia, en la necesidad de fortificar los canales de intermediación entre la sociedad y el estado (partidos políticos), la apertura de este último a la gente, la democratización de la vida cotidiana, la creación de la figura del Ombudsman, la aprobación del habeas data, la reafirmación de la privacidad y, en consecuencia, por la aprobación de una protección de los datos privados de las personas, la división de Montevideo en distintas circunscripciones electorales, la eliminación de las fronteras tributarias culturales que separan Montevideo del resto de los departamentos del país, por una recuperación de la legislación contra la usura, la cogestión de los funcionarios de los Entes Autónomos en la administración de los organismos a los cuales pertenecen y un fuerte opositor a las políticas integracionistas predominantes en el Cono Sur, el proyecto para la creación de la Fundación José Batlle y Ordóñez, etc.
Anteriormente, a mediados de 1974 es elegido por el expresidente constitucional del Brasil, João Goulart, para la organización de su biografía (De Lula a Jango- Recuerdos en su exilio uruguayo, Ediciones de la Plaza). En 1976 integra la comitiva especial del Presidente Carlos Andrés Pérez cuando la nacionalización del petróleo en Venezuela.
Realizó diversos trabajos sobre integración regional y de análisis de política comparada publicados en distintas revistas y libros. En ese sentido ha publicado, entre otros, La transición política hacia la democracia (Ediciones de la Banda Oriental, 1985); ¿Ballotage para democracias frágiles? Escenarios posibles y alternativas descartables (Fesur / Ediciones de la Banda Oriental 1986); Ballotage vs. Proporcionalismo (Hans Seidel 1986); El "Doble voto simultáneo" y sus efectos en los partidos políticos uruguayos (FUCADE 1990); Los partidos políticos uruguayos- Reflexiones históricas y diagnóstico (Fesur 1993). En 1980 publica un trabajo titulado La Iberoamérica que persiste (algunas causas de su inestabilidad política); entre otros.
En1983lleva a cabo una serie de entrevistas con protagonistas políticos (Robert Kennedy,Leonel BrizolayFelipe González, entre otros) sobre los procesos de transición del autoritarismo hacia la democracia en Brasil, Colombia, Perú, Bolivia, Portugal y España. 
En ese mismo año participa de un seminario sobre Transiciones Políticas, realizado por elWoodrow Wilson International Center for ScholarsenWashington D. C.[2]
Dirigió y participó en la elaboración de los siguientes estudios: Autoritarismo, ¿Qué es eso? Partidos Políticos Hoy; La Crisis de las Dictaduras. 
Participa ese mismo año, presentando un trabajo sobre transiciones políticas en el seminario que al respecto realiza en laUniversidad de Harvard.
En1987realiza también un análisis sistemático sobre partidos políticos y su rol en la democracia. Asimismo formula un nuevo enfoque respecto al surgimiento de los llamados nuevos autoritarismos que expone en el seminarioAutoritarismo y Transicionesorganizado porla Universidad Academia de Humanismo Cristiano y la Freedom House en Santiago de Chile.
Ese mismo año es nombrado Huésped Distinguido de la ciudad de Lima.
En1994asume la dirección del vespertinoEl Diario de la Noche, y emprende en el año 2000 el proyecto de su distribución en los servicios de transporte público, siendo el primer diario gratuito en el Uruguay.
Fallece el 8 de enero de 2004, a los 59 años, a causa de una insuficiencia cardíaca.

## Primer Encuentro de Periódicos de América Latina
En 1981 tiene la iniciativa y es el organizador del Primer Encuentro de Periódicos de América Latina, el cual se realiza en Montevideo. En dicha reunión, cuyo principal objetivo era la reafirmación de la libertad de expresión, propone y se aceptan, entre otras cosas:
1. la gestión internacional de un estatuto especial para periodistas y corresponsales, particularmente para aquellos encargados de cubrir información en lugares donde no rige la libre circulación de la información.
2. el intercambio informativo entre los medios de comunicación iberoamericanos, y el apoyo en cada uno de los respectivos países a los corresponsales y enviados especiales de los medios de comunicación del área.
3. la creación de becas para periodistas de los medios de comunicación iberoamericanos.
4. la acción conjunta por el acceso a las nuevas fuentes tecnológicas de comunicación.

## Obras
- Wikisource contiene obras originales de o sobre Jorge Otero Menéndez.

Obras póstumas:
- Uruguay un destino incierto - la Excelencia de la inconveniencia (impreso en Gráfica b, editado en octubre de 2004)[2]

Obras inéditas:
- En el nombre del Hijo, ensayo.
- Cuando Quinto fue Primero - el pezón estéril, novela política.
- Entrevistas, recopilación de conversaciones con líderes mundiales.
- Las Aventuras de un Oriental: Fernán López cuentos históricos.